# Gortyna intermixta
Gortyna intermixta är en fjärilsart som beskrevs av Swinhoe 1891. Gortyna intermixta ingår i släktet Gortyna och familjen nattflyn. Inga underarter finns listade i Catalogue of Life.